# Sulfito de calcio
El sulfito de calcio es una sal cálcica cuya fórmula es CaSO3·H2O . Es un conservante empleado en la industria alimentaria cuyo código es E 226. Se suele emplear como conservante de bebidas como vino, sidra, zumos de frutas, frutas enlatadas así como hortalizas.

## Propiedades
Se trata de un polvo blanco, no estable que reacciona con el oxígeno produciendo sulfato de calcio. Al igual que otros sulfitos de metales reacciona con ácidos para producir dióxido de azufre (un gas irritante) en forma gaseosa y agua. Es prácticamente insoluble en agua, mientras que por el contrario se disuelve en el etanol (vino se disuelve lentamente dando SO.